# Tutsingale Mountain
Tutsingale Mountain är ett berg i Kanada.   Det ligger i provinsen British Columbia, i den centrala delen av landet, 3 900 km väster om huvudstaden Ottawa. Toppen på Tutsingale Mountain är 1 722 meter över havet, eller 475 meter över den omgivande terrängen. Bredden vid basen är 4,0 km.
Terrängen runt Tutsingale Mountain är kuperad åt sydost, men åt nordväst är den platt. Trakten runt Tutsingale Mountain är nära nog obefolkad, med mindre än två invånare per kvadratkilometer.. Det finns inga samhällen i närheten.